# Jelení (Praha)
Jelení ulice na Hradčanech v Praze spojuje Keplerovou ulici s ulicemi U Brusnice a U Prašného mostu. Název je odvozen od Jeleního příkopu, hlubokého údolí, v němž se do 18. století chovali jeleni a daňci. Hradby při něm vystavěné chránily severní stranu Pražského hradu. Prochází ní tramvajová trať se zastávkami "Brusnice" a "Pražský hrad".

## Historie
Jelení příkop je přírodní rokle s rozlohou 8 hektarů, původně určená na obranu Hradu, ale císař Rudolf II. (1552 - 1612) zde nechal vysadit vysokou zvěř. Za vlády císařovny Marie Terezie byl původní most přes rokli změněn na násep, který rokli rozdělil na Dolni a Horní, spojuje je tunel pro pěší, vybudovaný v roce 2002 a uzamčený Správou Pražského hradu v letech 2019-2022.  Pro potok Brusnice byl vybudován tunel a později potrubí, v současnosti vede po povrchu jen asi 1 km z původní délky potoka 7 km.

## Budovy, firmy a instituce
- Hotel Jelení dvůr - Jelení 7[4]
- středisko náhradní rodinné péče - Jelení 7a[5]